# Verbascum pseudophoeniceum
Verbascum pseudophoeniceum är en flenörtsväxtart som beskrevs av Heinrich Wilhelm Reichardt. Verbascum pseudophoeniceum ingår i släktet kungsljus, och familjen flenörtsväxter. Inga underarter finns listade i Catalogue of Life.